# 前1280年代
| 千纪： | 前2千纪 |
| 世纪： | 前14世纪 \| 前13世纪 \| 前12世纪                                                                                     |
| 年代： | 前1310年代 \| 前1300年代 \| 前1290年代 \| 前1280年代 \| 前1270年代 \| 前1260年代 \| 前1250年代                       |
| 年份： | 前1289年 \| 前1288年 \| 前1287年 \| 前1286年 \| 前1285年 \| 前1284年 \| 前1283年 \| 前1282年 \| 前1281年 \| 前1280年 |

## 重要事件及趋势
- 前1290年，塞提一世成为埃及的法老。
- 约前1280年，妥拉被认为是这个时候出现的。
- 根据夏商周断代工程，大约盘庚时代

## 重要人物
- 塞提一世，古埃及第十九王朝法老
- 穆瓦塔里二世，赫梯国王
- 阿达德尼拉里一世，亚述国王
- 那兹·玛鲁塔什、卡达什曼·图古尔，巴比伦第三王朝国王
- 埃勾斯，雅典国王
- 盘庚，商朝国王